# Schönwalde (Vorpommern)
Schönwalde er en by og kommune i det nordøstlige Tyskland, beliggende i Amt Uecker-Randow-Tal i den sydøstlige del af Landkreis Vorpommern-Greifswald. Landkreis Vorpommern-Greifswald ligger i delstaten Mecklenburg-Vorpommern.

## Geografi
Kommunen er beliggende ved delstatsgrænsen til Brandenburg syv kilometer nordvest for Pasewalk, 22,5 km sydvest for Ueckermünde og 36 km sydøst for Anklam. Den ligger på et bakket højdedrag der når 40-50 m.o.h, men falder mod øst til få meter i Ueckerdalen. Området er hovedsageligt præget af land- og skovbrug.
I kommunen ligger ud over Schönwalde, landsbyerne:
- Dargitz
- Neu-Stolzenburg
- Sandkrug
- Stolzenburg

### Trafik
Motorvejen A 20 krydser den sydlige del af kommunen. Mod øst passerer Bundesstraße B 109. Ligeledes mod øst finder man jernbanen Greifswald–Stralsund, der har eksisteret siden 1863. Jernbanen Neubrandenburg - Stettin (sidstnævnte i Polen), har siden 1884 gennemkrydset kommunen.
Fra den nærliggende by Pasewalk er der jernbane og vejforbindelser i alle retninger. Flugplatz Pasewalk ligger i Franzfelde, i nærheden af Stolzenburg.

## Eksterne kilder og henvisninger
- Wikimedia Commons har flere filer relateret til Schönwalde (Vorpommern)
- Kommunens side  på amtets websted
- Befolkningsstatistik mm (Webside ikke længere tilgængelig)